# Yamaha Motor Racing
Yamaha Motor Racing – włosko-japoński zespół fabryczny Yamahy startujący w MotoGP.
W sezonie 2016 zespół występuje pod nazwą sponsorską Movistar Yamaha MotoGP, zaś zawodnicy etatowi zespołu to: Valentino Rossi oraz Maverick Viñales.